# Franco Rol
Franco Rol (Turín, 5 de junio de 1908-Rapallo, 18 de junio de 1977) fue un piloto italiano de automovilismo que llegó a disputar carreras de Fórmula 1.

## Carrera deportiva

### Fórmula 1
Debutó en la segunda carrera de la historia de la Fórmula 1 disputada el 21 de mayo de 1950, esta carrera fue el GP de Mónaco, que formaba parte del campeonato del mundo de la temporada 1950 de F1, competición en la cual disputó sólo cinco carreras.
Franco Rol participó en un total de cinco carreras puntuables por el campeonato de la F1, repartidas a lo largo de tres temporadas en la F1, las que corresponden a los años 1950, 1951 y 1952.

## Resultados

### Fórmula 1
(Clave) (negrita indica pole position) (cursiva indica vuelta rápida)

| Año     | Escudería                 | 1   | 2       | 3   | 4       | 5   | 6       | 7       | 8       | Pos. | Puntos |
| ------- | ------------------------- | --- | ------- | --- | ------- | --- | ------- | ------- | ------- | ---- | ------ |
| 1950    | Officine Alfieri Maserati | GBR | MON Ret | 500 | SUI DNA | BEL | FRA Ret | ITA Ret |         | NC   | 0      |
| 1951    | O.S.C.A. Automobil        | SUI | 500     | BEL | FRA     | GBR | GER     | ITA 9   | ESP     | NC   | 0      |
| 1952    | Officine Alfieri Maserati | SUI | 500     | BEL | FRA     | GBR | GER     | NED     | ITA Ret | NC   | 0      |
| Fuente: |                           |     |         |     |         |     |         |         |         |      |        |